# Cappella Curini Galletti
La cappella Curini-Galletti si trova a Lari, in provincia di Pisa.

## Storia e descrizione
Sul fronte della villa settecentesca della famiglia Curini Galletti si evidenzia il portale della cappella privata dedicata a Santa Maria Maddalena, che fu edificata nel 1797, per volontà della contessa Maddalena Galletti sposa di Jacopo Curini, da Francesco Bombicci, ingegnere del Granduca Leopoldo di Lorena.
Vi si tenevano regolarmente celebrazioni aperte al popolo. Di linea assai elegante, presenta una pianta centrale con cupola a catino, che accoglie una graziosa decorazione che fonde stucco, scultura e pittura e celebra, sull'altar maggiore, un gioiello dell'arte settecentesca: l'affresco del pisano Giovanni Battista Tempesti che eseguì una "Santa Maria Maddalena penitente", dipinto murale incorniciato a imitazione di una tela.